# I've Been Expecting You (Robbie Williams)
I've Been Expecting You was het tweede soloalbum van Robbie Williams nadat hij uit Take That was gestapt, en volgens critici is dit het album waarmee hij aantoonde als soloartiest stevig in zijn schoenen te staan. Het album kwam in één keer op de eerste plaats in de albumtop terecht. In 1999 belandde het nog twee keer op de eerste plaats, en het leverde vier top 5-hitsingles op. De eerste single van I've been expecting you was Millennium, en dit en het eerste solonummer 1-hit van Robbie Williams. Toen I've been expecting you in 1999 weer op de eerste plaats op de ranglijst kwam, kwam ook Life Thru a Lens opnieuw de top 10 binnen. Daarmee werd Robbie Williams de eerste artiest in zeven jaar die twee albums tegelijk in de ranglijst had.
I've Been Expecting You was 91ste in de hitlijst van Channel 4 van de 100 beste albums ooit, uit 2005.

## Nummers
1. "Strong"
2. "No Regrets"
3. "Millennium"
4. "Phoenix From the Flames"
5. "Win Some, Lose Some"
6. "Grace"
7. "Jesus in a Camper Van"
8. "Heaven From Here"
9. "Karma Killer"
10. "She's the one"
11. "Man Machine"
12. "These Dreams"
  - Bevat de verborgen nummers "Stand Your Ground" en "Stalker's Day Off"